# Classe Invincible (sous-marin)
Pour les autres classes de navires du même nom, voir Classe Invincible.
La classe Invincible, officiellement désignée comme « type 218SG », est une classe de sous-marins d'attaque conventionnels commandée par la marine de Singapour (RSN) au conglomérat naval allemand ThyssenKrupp Marine Systems (TKMS) . Le Type 218SG est un dérivé largement personnalisé du sous-marin Type 214 orienté vers l’exportation, avec des caractéristiques de conception spécifiques tirées des sous-marins de type 212,. Il dispose de plusieurs capacités, y compris un niveau élevé d’automatisation, une charge utile importante, une autonomie sous-marine améliorée et une ergonomie supérieure.
Le ministère de la Défense de Singapour (MINDEF) a commandé quatre sous-marins de type 218SG (deux en 2013 et deux en 2017) en remplacement des sous-marins de classe Challenger et classe Archer actuellement en service dans la RSN. Les deux premiers sous-marins, les RSS Invincible et Impeccable ont été mis en service en 2024. En 2025, le ministre de la défense annonce son intention de commander deux sous-marins supplémentaires, afin de porter le nombre de sous-marins à six.

## Conception

### Développement
La conception du Type 218SG a été créée conjointement par la Defence Science and Technology Agency (DSTA) de Singapour, ThyssenKrupp Marine Systems (TKMS) et la marine de Singapour (RSN). La conception des sous-marins est hautement personnalisée, conçue pour répondre aux exigences navales spécifiques de la RSN, y compris les opérations navales dans les eaux littorales, la protection des lignes de communication maritimes (SLOC), la collecte de renseignements (ISTAR) et les opérations spéciales. On pense que la conception est basée sur le sous-marin de type 214 destiné à l’exportation, avec des inférences de conception du sous-marin de type 212, qui ont tous deux été conçus par TKMS. La conception du Type 218SG aurait également été influencée par le concept de sous-marin de Type 216.
Le Type 218SG a une longueur de 70 mètres et un maître-bau de 6,3 mètres, avec un déplacement total d’environ 2000 tonnes en surface et 2200 tonnes en immersion. Il a une vitesse de pointe estimée à environ 10 nœuds (19 km/h) en surface et 15 nœuds (28 km/h) en immersion.

### Fonctionnalités
Le Type 218SG présente plusieurs caractéristiques uniques, telles que :
- Une configuration de gouvernail en forme de « X » similaire à celle des sous-marins de type 212, pour une manœuvrabilité efficace dans les eaux littorales peu profondes de Singapour, par opposition à la configuration de gouvernail cruciforme du Type 214[14].
- Un module de propulsion indépendante de l’air (AIP) alimenté par pile à combustible, qui lui permet de rester immergé environ 50% plus longtemps que les sous-marins de classe Archer. Plusieurs estimations évaluent l’endurance sous-marine du Type 218SG à environ 28 à 42 jours (4 à 6 semaines), sans utiliser le schnorchel[15].
- Un « sas polyvalent horizontal » (Horizontal Multi-Purpose Airlock ou HMPL) qui peut être utilisé pour lancer des torpilles, des forces spéciales, des plongeurs et des missiles de croisière lancés par des sous-marins (submarine-launched cruise missile ou SLCM). Les sous-marins sont également livrés avec une option pour intégrer un « Vertical Multi-Purpose Airlock » (VMPL) pour lancer des missiles verticalement[16].
- Utilisation de nombreux facteurs d’ergonomie tels que la climatisation, l’agrandissement des quartiers d’habitation, des douches supplémentaires, des lits superposés séparés, des cabines de toilette, un espace de rangement supplémentaire et des équipements adaptés au physique des marins de la RSN[17].
- Des fonctionnalités étendues d’automatisation, telles qu’un « système de gestion de combat » (CMS) développé conjointement par Atlas Elektronik et ST Electronics et des moteurs d’analyse de données et d’aide à la décision développés par le DSTA. Elles permettent à l’équipage d’utiliser le sous-marin sur trois quarts de travail de 4 heures au lieu de deux quarts de travail de 6 heures, permettant ainsi de plus grandes périodes de repos pendant les déploiements sous-marins prolongés[18]. Le haut niveau d’automatisation réduit également l’effectif de l’équipage à seulement 28 (moins que les autres sous-marins conventionnels contemporains)[19].
- Utilisation de matériaux spécifiques au climat tropical et aux eaux salines de Singapour[20].
- Une capacité de « charge utile » plus élevée et une plus grande puissance de feu que les sous-marins de classe Challenger et de classe Archer, en raison de sa plus grande taille[21].

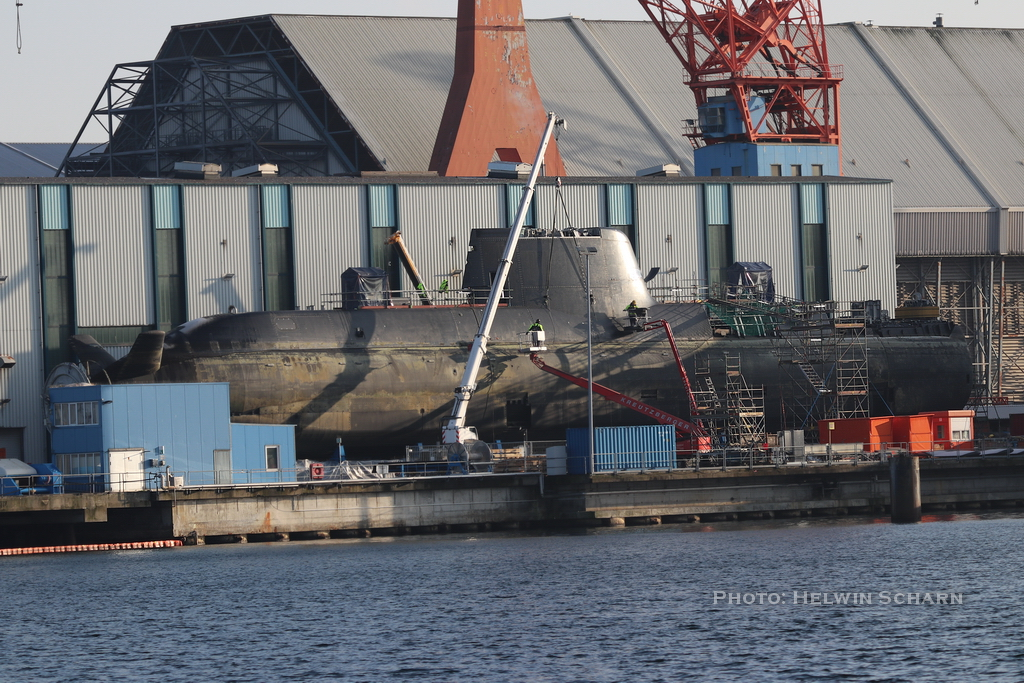
Le RSS Invincible, le premier sous-marin de type 218SG, photographié alors qu’il était en construction à Kiel. Remarquez la ressemblance de la coque avec le sous-marin type 214, ainsi que sa configuration distinctive de gouvernail « en forme de X ».

### Armement
Les détails publiés sur l’armement du Type 218SG sont rares. Cependant, il est entendu que le sous-marin comporte huit tubes lance-torpilles de 21 pouces (533 millimètres) tirant vers l’avant, qui peuvent être utilisés pour tirer des torpilles lourdes, des missiles antinavires et pour poser des mines marines.
Le Type 218SG aurait une charge utile de munitions plus importante (et de ce fait une plus grande puissance de feu) que les sous-marins précédents de la RSN, en raison de sa taille beaucoup plus grande.

### Capteurs
Les détails sur les capteurs et l’automatisation du Type 218SG sont également rares. Cependant, il est entendu que les sous-marins sont équipés d’un « système de gestion du combat » (CMS) développé conjointement par Atlas Elektronik basé en Allemagne et ST Electronics basé à Singapour, ainsi que de moteurs d’analyse de données et d’aide à la décision développés par la DSTA. Les niveaux élevés de systèmes sophistiqués d’automatisation et de prise de décision permettent aux sous-marins de fonctionner sur trois quarts de travail de 4 heures (au lieu de deux quarts de travail de 6 heures), permettant ainsi à l’équipage de se reposer davantage pour endurer des missions sous-marines prolongées.
Compte tenu de son équipement sophistiqué, chaque sous-marin n’est habité que par vingt-huit marins, un nombre similaire aux autres sous-marins de la RSN, mais moins que les autres sous-marins conventionnels contemporains.

## Historique

### Achat
En novembre 2013, le ministère de la Défense de Singapour (MINDEF) a choisi la conception du type 218SG, proposée par TKMS, en remplacement de la flotte de sous-marins existante de la RSN, en déclinant une offre de trois sous-marins à propulsion conventionnelle (probablement de classe Scorpène) du conglomérat naval français Direction des Constructions Navales (maintenant Naval Group). Le 29 novembre 2013, le MINDEF a officiellement passé un contrat avec TKMS pour la fourniture de deux sous-marins de type 218SG, ainsi que d’un ensemble de formation et de logistique, pour un coût estimé à 1,36 milliard de dollars américains. La commande des deux sous-marins revêtait une importance notable en tant que toute première commande de sous-marins construits sur mesure pour la RSN. Ce service s’était auparavant appuyé sur l’acquisition des sous-marins d’occasion de la classe Challenger et de la classe Archer, en provenance de Suède. L’achat des deux sous-marins a été officiellement annoncé le 2 décembre 2013. Selon les termes du contrat, les deux sous-marins devaient être livrés d’ici 2020-2021.
Le 16 mai 2017, le ministre de la Défense singapourien, Ng Eng Hen, a annoncé que la RSN avait passé une commande supplémentaire pour deux autres sous-marins de type 218SG, avec des arrangements supplémentaires de logistique et de formation des équipages, ce qui porte à quatre le nombre total de sous-marins commandés. Selon les termes du contrat, les deux sous-marins supplémentaires devaient être livrés d’ici 2024-2025.
En décembre 2021, le magazine allemand Der Spiegel a rapporté que le gouvernement sortant d’Angela Merkel avait signé une série de contrats d’armement de dernière minute, y compris l’exportation d’un Type 218SG supplémentaire vers Singapour. Cependant, ni la RSN ni TKMS n’ont officiellement confirmé une telle vente,.
En mars 2025, le ministre singapourien de la défense Ng Eng Hen (en) annonce un plan de renforcement de l'armée avec, entre autres, l'achat de deux sous-marins de type Invincle supplémentaires, amenant la flotte à six bâtiments au lieu de quatre.

### Construction
La construction du premier sous-marin a débuté en 2014, avec une cérémonie de « découpe d’acier » au chantier naval de TKMS à Kiel. Le premier sous-marin, baptisé RSS Invincible, a été lancé lors d’une cérémonie organisée le 18 février 2019 en présence du ministre de la Défense Ng Eng Hen et de représentants de la RSN. Au cours de la cérémonie, Ng a révélé les noms des trois autres sous-marins, à savoir Impeccable, Illustrious et Inimitable. Le RSS Invincible a commencé ses essais en mer en septembre 2020, avec sa date de livraison prévue pour 2020.
La construction du deuxième lot du contrat a débuté en janvier 2018, avec une cérémonie de « découpe de l’acier » au chantier naval de TKMS à Kiel, en présence de représentants de TKMS et de la DSTA,.
En juin 2020, Ng a révélé que la livraison du RSS Invincible avait été reportée à 2022, en raison des restrictions causées par la pandémie de Covid-19.
Le 22 avril 2024, TKMS a lancé le quatrième Type 218SG, le RSS Inimitable, au chantier naval de Kiel. Il y avait 250 invités dont le ministre de la défense Boris Pistorius, le senior minster Teo Chee Hean.

### Introduction
Le RSS Invincible et le RSS Impeccable sont officiellement entrés en service le 24 septembre 2024, au sein de la RSN à la suite d'une cérémonie qui s'est déroulée à la base navale de Changi à Singapour, en présence du Premier ministre de Singapour, Lawrence Wong et du ministre de la Défense, le Dr Ng Eng Hen. Les deux sous-marins ont été amenés à Singapour par des navires commerciaux affrétés en juillet et en août depuis le chantier naval de Thyssenkrupp Marine Systems (TKMS) à Kiel, en Allemagne.

## Navires de la classe
| n° de coque | Nom             | Quille posée | Lancement        | Commission        | Chantier                           | Statut                                                                                        |
| ----------- | --------------- | ------------ | ---------------- | ----------------- | ---------------------------------- | --------------------------------------------------------------------------------------------- |
|             | RSS Invincible  |              | 18 février 2019  | 24 septembre 2024 | ThyssenKrupp Marine Systems (TKMS) | En essais à la mer, devrait être mis en service en 2022. Entrée en service en septembre 2024. |
|             | RSS Impeccable  |              | 13 décembre 2022 | 24 septembre 2024 | ThyssenKrupp Marine Systems (TKMS) | Entrée en service en septembre 2024.                                                          |
|             | RSS Illustrious |              | 13 décembre 2022 |                   | ThyssenKrupp Marine Systems (TKMS) | En essais à la mer                                                                            |
|             | RSS Inimitable  |              | 22 avril 2024    |                   | ThyssenKrupp Marine Systems (TKMS) | En construction                                                                               |